# Пратуканский язык
Пратуканский язык — гипотетический восстанавливаемый язык-предок туканской языковой семьи. Был распространён в северо-восточных регионах бассейна реки Амазонка вдоль притока Ваупес.
В начале XX века на основе собранных данных о лексике туканских языков лингвисты сделали вывод о независимости семьи тукано от прочих языков бассейна Амазонки. Интенсивное лингвистическое исследование туканских языков началось в пятидесятых годах XX века. В 1972 Н. Вальц (Waltz, Nathan) и А. Уилер (Wheeler, Alva) совершили первую попытку реконструкции пратуканского языка. В 1987 году вышла посвящённая пратуканскому языку работа Мэлоун (Malone, T) «Proto Tucanoan and Tucanoan genetic relationship».

## Фонетика

### Гласные
В реконструируемом пратуканском языке имеет место шестиэлементная система гласных:
|                | Задний ряд | Средний ряд | Передний ряд |
| -------------- | ---------- | ----------- | ------------ |
| Верхний подъём | *i         | *ɨ          | *u           |
| Средний подъём | *e         |             | *o           |
| Нижний подъём  |            | *a          |              |

### Согласные
Гипотетическая система согласных фонем в пратуканском языке представлена в следующей таблице:
|              | Губ.-губ. | Альвеоляр. | Палат. | Веляр. |
| ------------ | --------- | ---------- | ------ | ------ |
| глух. взрыв. | *p        | *t         |        | *k     |
| звон. взрыв. | *b        | *d         |        | *ɡ     |
| фрикатив.    |           | *s         |        |        |
| аппрокс.     | *w        |            | *j     |        |

Некоторые работы включают в фонетическую систему пратуканского языка горатнную смычку.
Кроме того, предполагается наличие назализации, звонким звукам /*b, *d/ соответствуют носовые /*m, *n/.

### Структура основ
Структура основ: CVCV